# Марцано (Ђенова)
Марцано је насеље у Италији у округу Ђенова, региону Лигурија.
Према процени из 2011. у насељу је живело 161 становника. Насеље се налази на надморској висини од 792 м.